# 우리말샘
개방형 한국어 지식 대사전(開放型韓國語知識大辭典), 즉 우리말샘은 대한민국 국립국어원이 추진하는 개방형 한국어 사전이다. 일상생활에서 사용하는 어휘를 대폭 수록하고 어려운 풀이를 쉽게 수정하여 국민의 언어생활에 실질적인 편의를 제공하고자 하는 것으로 일반인이 쉽게 참여할 수 있는, 위키 방식을 채용한 디지털 사전으로 만들어지면서 한국어 학습용 다국어사전도 포함하는 사전이다. 2013년 10월 9일, 한글날에 맞춰 공개할 예정이었으나, 2016년에 공개하는 것으로 연기되어 2016년 10월 본격적으로 개통되었다. 위키미디어 프로젝트와 동일한 라이선스인 크리에이티브 커먼즈 라이선스 BY-SA(저작자표시-동일조건변경허락)로 공개된다. 현재는 시범 운행을 거쳐 2020년 디자인을 개편하고 정상운영 중에 있다.

## 명칭
명칭 공모전을 통해, 명칭을 우리말샘으로 하기로 했다.

## 특징
'우리말샘'은 개방형 사전이므로 이용자가 직접 참여해 수정을 할 수 있다. 먼저 회원 가입을 하고 좌측 상단에 있는 '집필 참여하기'를 눌러 집필에 참여할 수 있다. 올린 글은 '참여자 제안 정보'에 등록이 되며, 이러한 의견들은 전문가 감수를 거친다. '참여자 제안 정보'에서는 이용자가 직접 올린 글을 볼 수 있으며, 표준 국어 대사전이나 이미 검수된 자료 등은 '전문가 감수 정보'에서 볼 수 있다.
직접적인 한자(漢字)를 사용한 검색도 지원한다.

## API
우리말샘이 제공하는 오픈 API는 검색 플랫폼을 외부에 공개하여 다양하고 재미있는 서비스 및 애플리케이션을 개발할 수 있도록 외부 개발자와 사용자들이 공유하는 프로그램이다. 우리말샘에 구축된 양질의 사전 정보를 개인 또는 기관에서 오픈 API를 이용해 자유롭게 이용할 수 있도록 제공하고 있다.

## 연혁
- 2016년 10월 5일 : 정식 서비스 개통

## 기타
우리말샘은 표준어 외에 신어, 전문 용어, 방언 등 실생활에서 사용하는 단어를 모두 모은 것으로, 우리말샘에 실려 있는 단어가 모두 표준어인 것은 아니다. 그리고 국립국어원에서는 우리말샘이 나와도 표준국어대사전을 그대로 활용하기로 했다.

## 같이 보기
- 한국어 사전
- 표준국어대사전
- 한국어 기초 사전
- 한국어-외국어 학습사전
- 한국수어사전
- 고려대학교 한국어대사전